# Hostěradice (Kamenný Přívoz)
Hostěradice je vesnice v okrese Praha-západ, jde o součást obce Kamenný Přívoz. Nachází se 1 km na západ od Kamenného Přívozu na levém břehu Sázavy. Vesnicí prochází silnice II/106. Je zde evidováno 512 adres.
K Hostěradicím patří několik menších osad a samot: Šejtovka jižně od vsi při silnici do Krňan, Smrčí a Rakousy západně od vsi v údolí bezejmenného levého přítoku Sázavy a také Žampach na levém břehu Sázavy, jehož dvě známější pravobřežní části patří k Jílovému a Kamennému Přívozu.

## Historie
První písemná zmínka o vesnici pochází z roku 1310.
Za druhé světové války se ves stala součástí vojenského cvičiště Zbraní SS Benešov a její obyvatelé se museli 15. září 1942 vystěhovat.

## Další fotografie

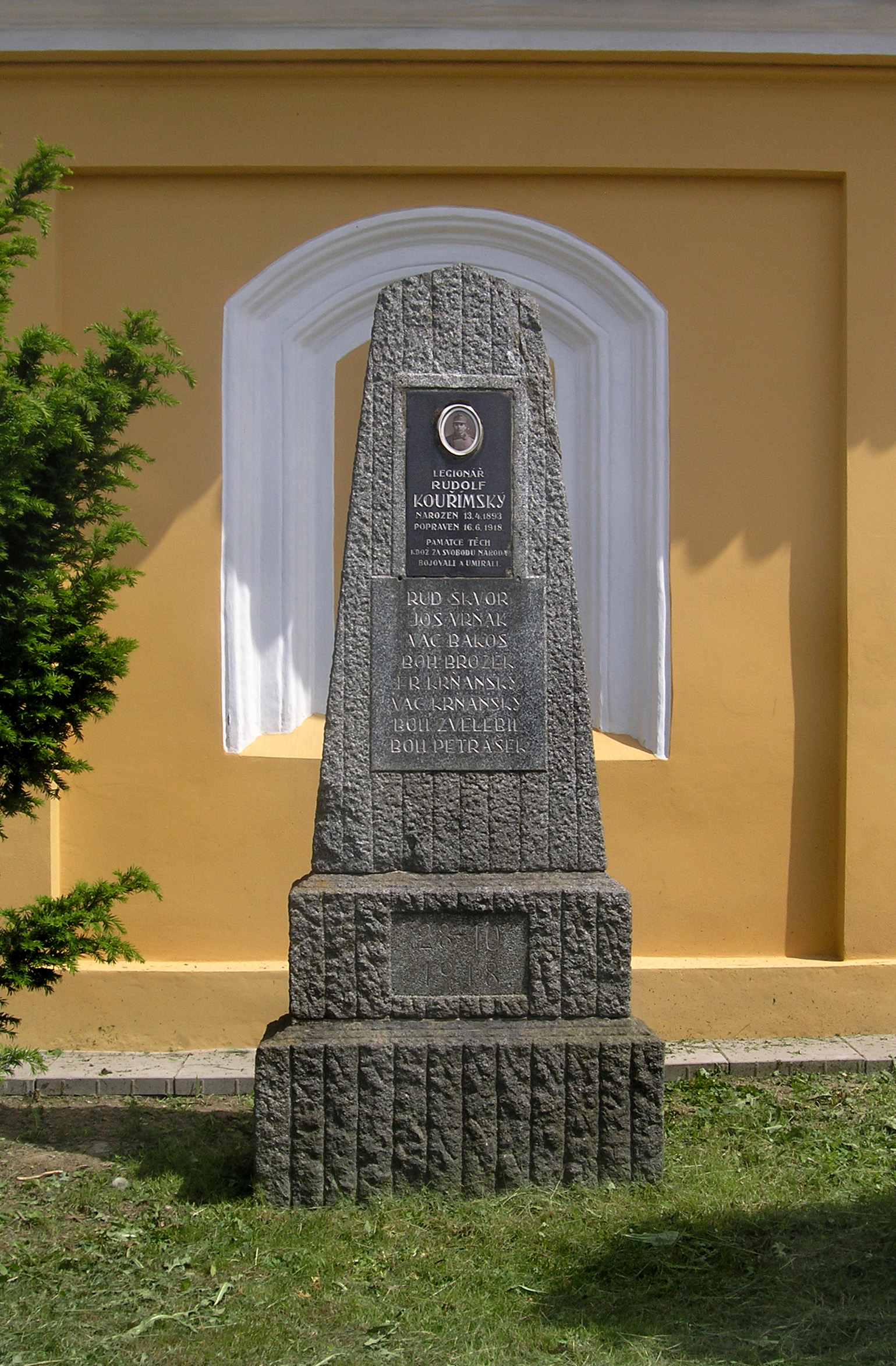
Památník obětem první světové války
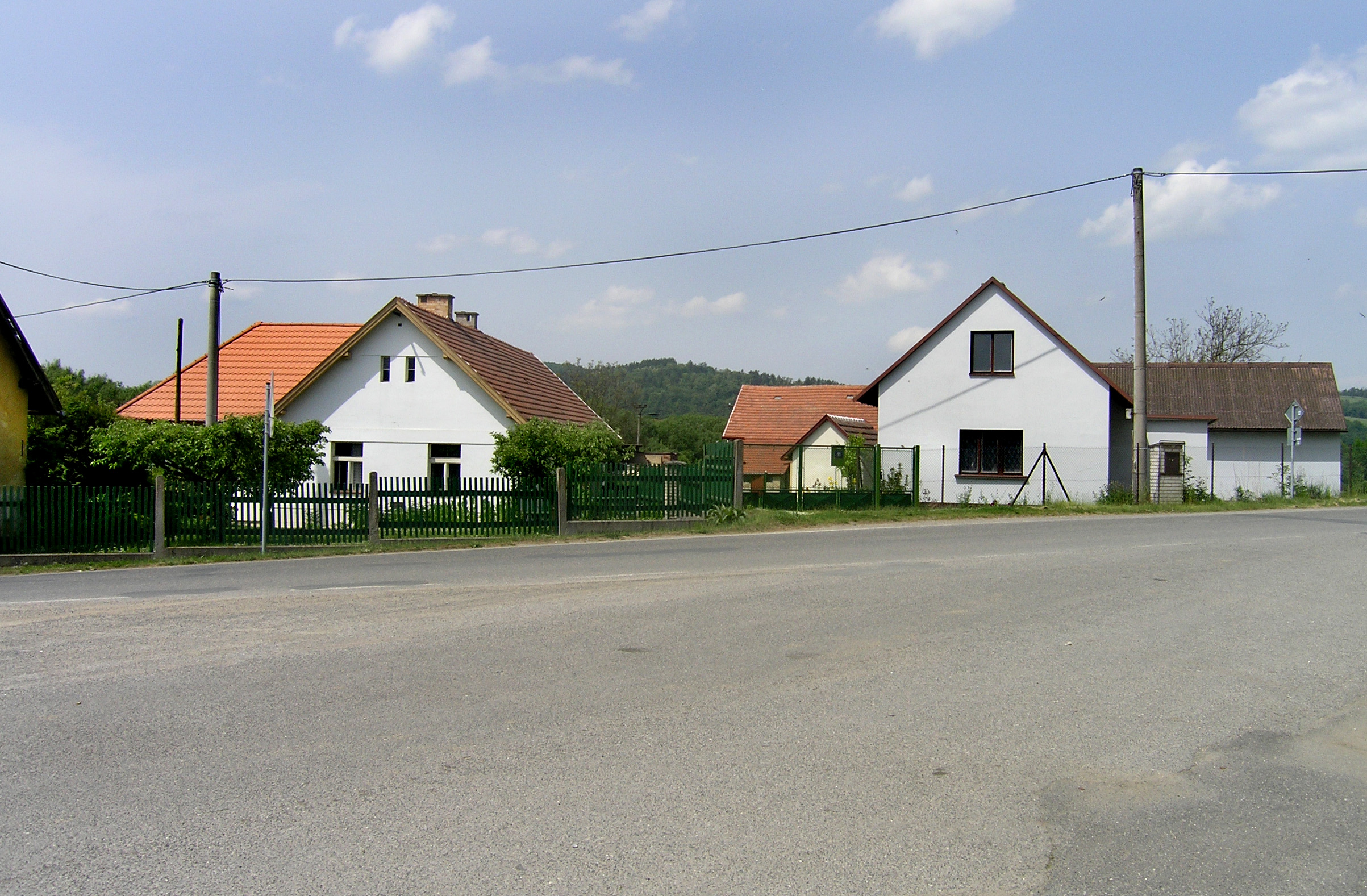
Náves
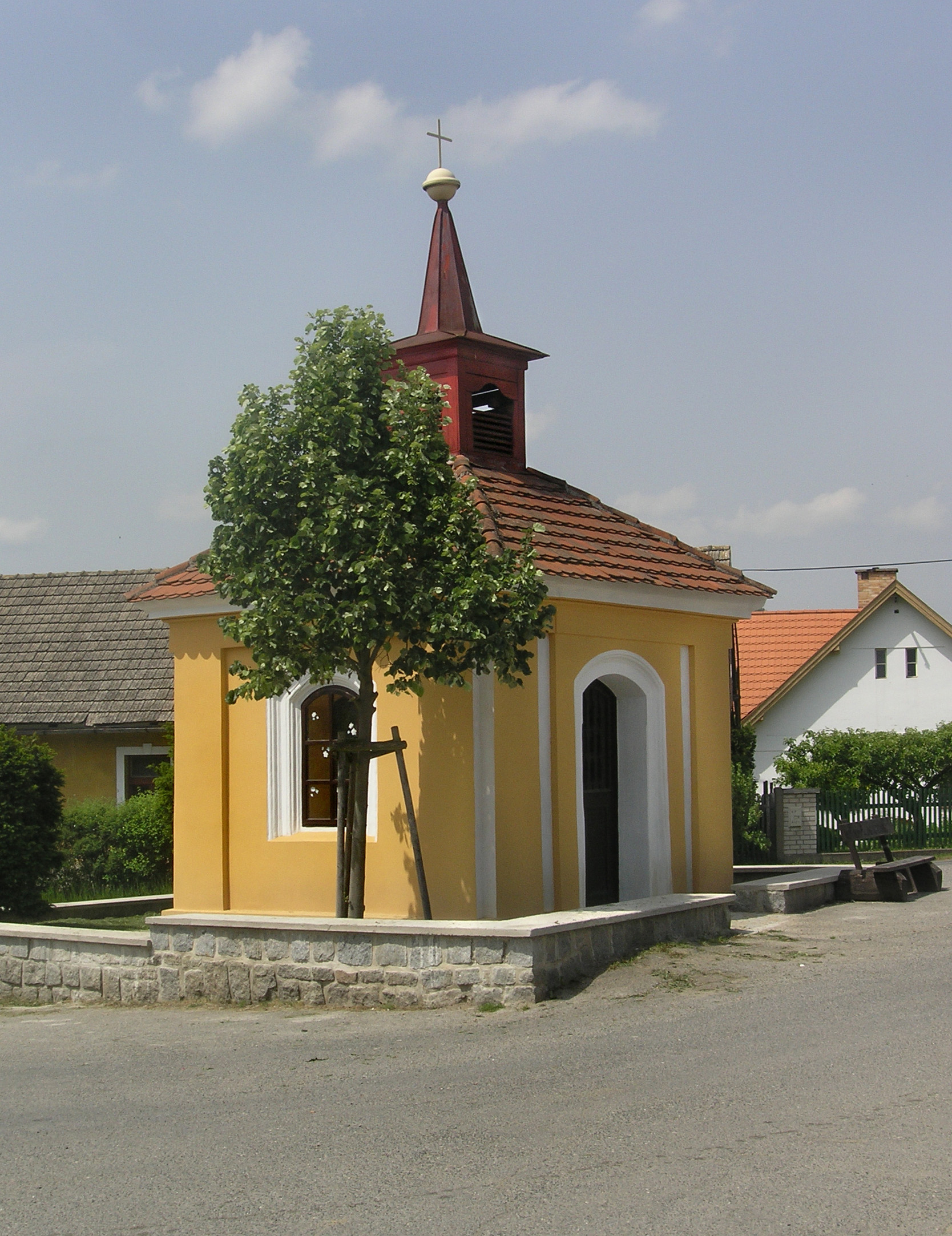
Kaple na návsi
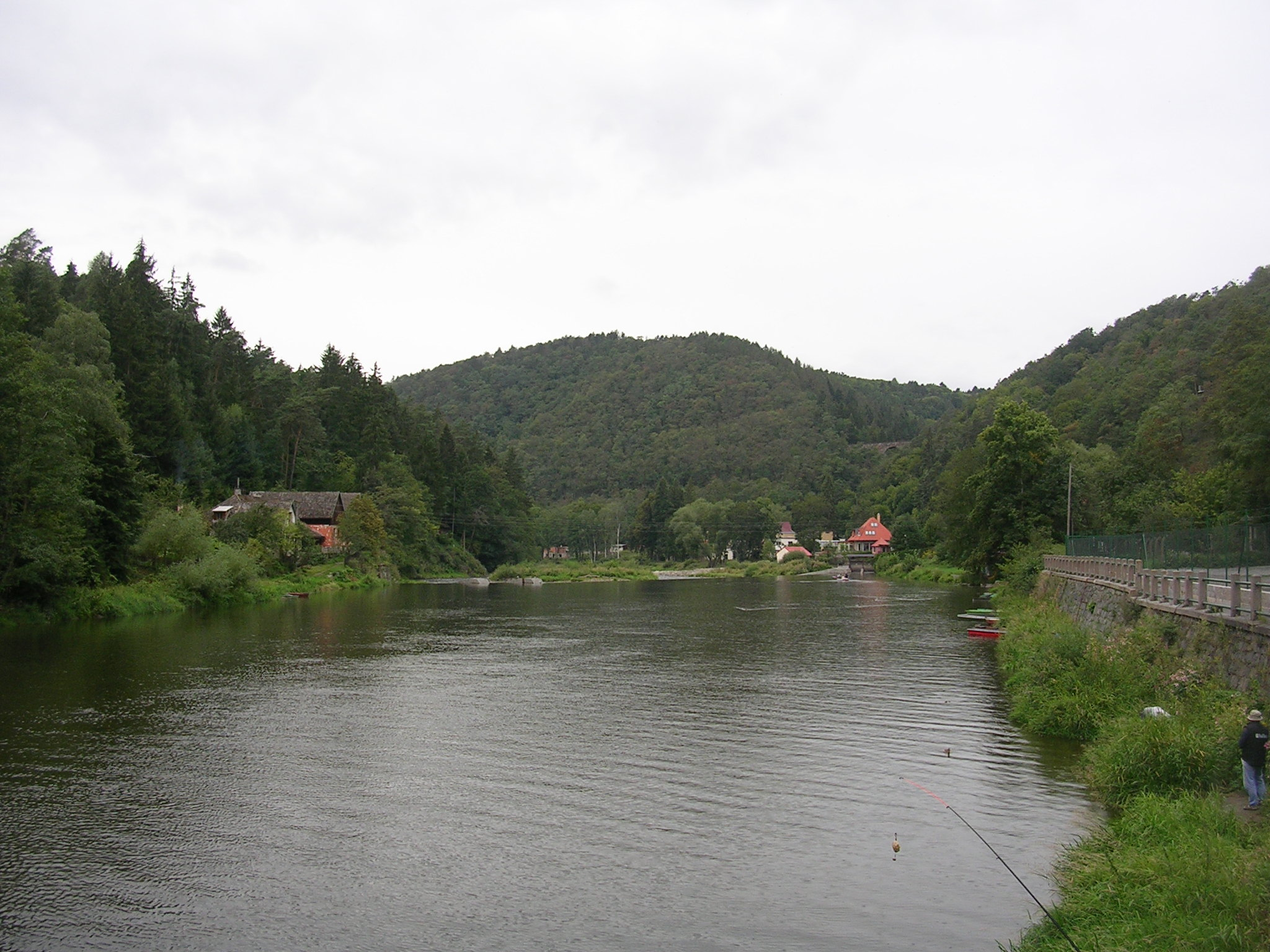
Sázava u Žampachu
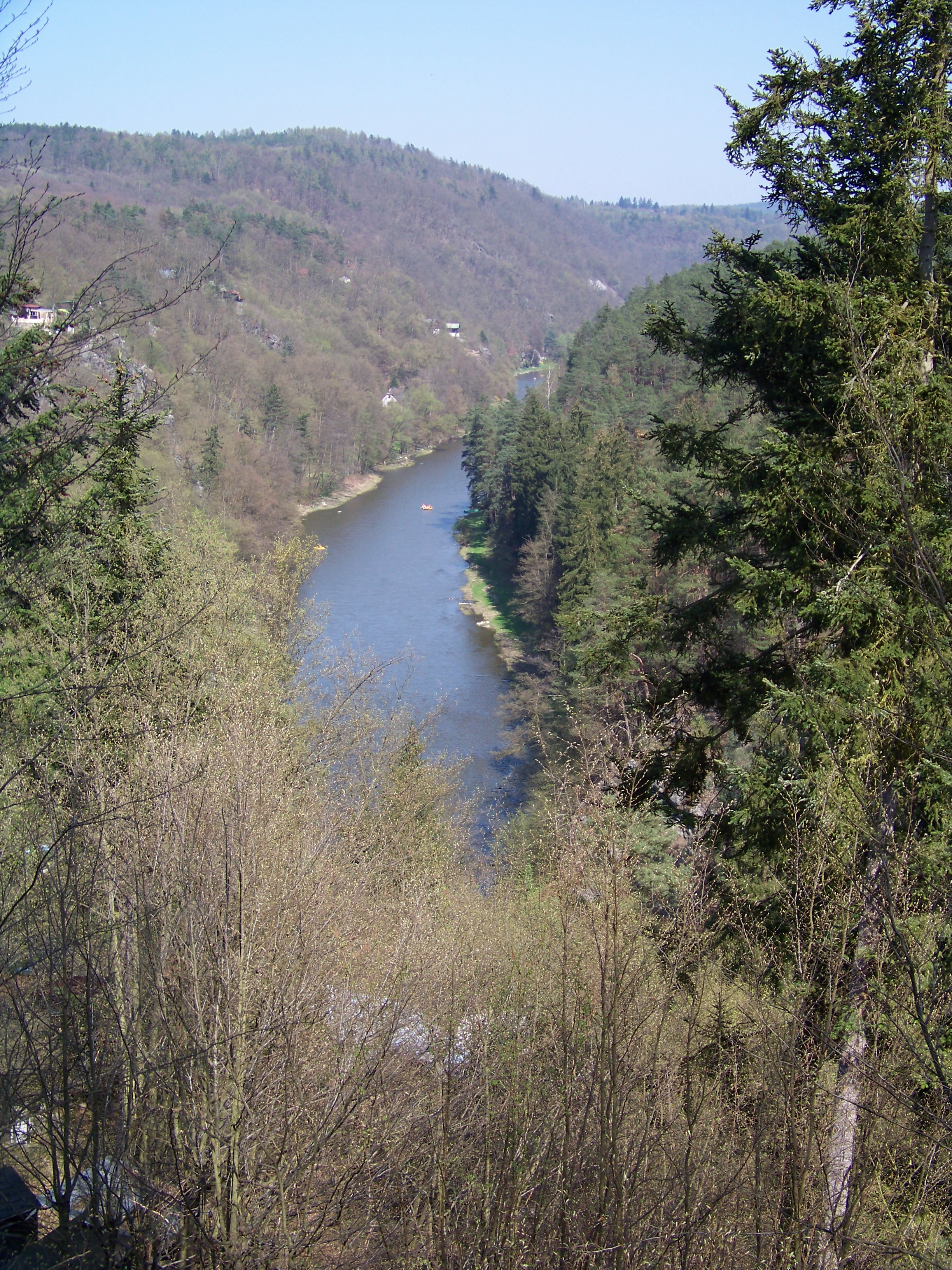
Raisova vyhlídka